# Shades (J.J. Cale)
| Recensione              | Giudizio    |
| ----------------------- | ----------- |
| AllMusic                | [ 1 ]       |
| Sputnikmusic            | 3.6 (Great) |
| Dizionario del Pop-Rock | [ 3 ]       |
| 24.000 dischi           | [ 4 ]       |

Shades è il sesto album di J.J. Cale, pubblicato dalla Shelter Records nel febbraio del 1981. Il disco fu registrato in varie date nel 1980.
L'album raggiunse la centodecima posizione (7 marzo 1981) della Chart statunitense Billboard 200.

## Tracce
Lato A
Testi e musiche di J.J. Cale, except "Josie" written by Donald Fagen and Walter Becker.
1. Carry On – 2:19 – Registrato al "Capitol Studios" di Hollywood (California)
2. Deep Dark Dungeon – 2:08 – Registrato al "Columbia Studios" di Nashville (Tennessee)
3. Wish I Had Not Said That – 3:23 – Registrato al "Lakehouse", Old Hickory (Tennessee)
4. Pack My Jack – 5:12 – Registrato al "Capitol Studios" di Hollywood (California)
5. If You Leave Her – 2:45 – Registrato al "Woodland Studios" di Nashville (Tennessee)

Lato B
Testi e musiche di J.J. Cale.
1. Mama Don't – 3:47 – Registrato al "Columbia Studios" di Nashville (Tennessee)
2. Runaround – 2:42 – Registrato al "Capitol Studios" di Hollywood (California)
3. What Do You Expect – 3:25 – Registrato al "Paradise Studios" di North Hollywood (California)
4. Love Has Been Gone – 2:16 – Registrato al "Bradley's Barn" di Mt. Juliet ed al "Lakehouse", Old Hickory (Tennessee)
5. Josie (Steely Dan cover) – 5:25 – Registrato al "Crazy Mamas" di Nashville (Tennessee)

## Formazione
- J.J. Cale - voce, chitarra elettrica, basso, batteria
- Larry Bell - tastiera, pianoforte
- Tommy Tedesco - chitarra
- Christine Lakeland - organo Hammond, cori, sintetizzatore, pianoforte, tastiera
- Carol Kaye - basso
- Russ Kunkel - batteria
- Gordon Shyrock - chitarra elettrica
- Buddy Emmons - tastiera, pianoforte, organo Hammond
- Bill Payne - pianoforte
- Michael Rhodes - basso
- Jim Keltner - batteria
- David Briggs - pianoforte, Fender Rhodes
- Reggie Young - chitarra elettrica
- Nick Rather - basso
- Leon Russell - pianoforte, Fender Rhodes
- Hayward Bishop - batteria
- Tommy Cogbill - chitarra, basso
- Hal Blaine - batteria
- Bobby Emmons - tastiera, pianoforte, organo Hammond
- Gary Mallaber - batteria
- Glen Hardin - tastiera, pianoforte
- Karl Himmel - batteria
- Emory Gordy Jr. - basso
- Kenny Buttrey - batteria
- Tom Hanks - sax

Note aggiuntive
- Audie Ashworth e J.J. Cale - produttori (per la Audigram Productions)
- Registrazioni effettuate al: Capitol Studios (Hollywood, California), Columbia Studios (Nashville, Tennessee), The Lakehouse (Old Hickory, Tennessee), Woodland Studios (Nashville, Tennessee), Paradise Studios (North Hollywood, California), Bradley's Barn (Mt. Juliet, Tennessee), Crazy Mamas (Nashville, Tennessee) nel 1980
- Vigon Nahas Vigon - art direction, design album
- Helmuth Werd - fotografia